# Georgina Brayshaw
Georgina Megan Brayshaw (Leeds, 14 de octubre de 1993) es una deportista británica que compite en remo.
Participó en los Juegos Olímpicos de París 2024, obteniendo una medalla de oro en la prueba de cuatro scull.
Ganó dos medallas en el Campeonato Mundial de Remo, en los años 2022 y 2023, y tres medallas en el Campeonato Europeo de Remo entre los años 2022 y 2024.
En 2025 fue nombrada miembro de la Orden del Imperio Británico (MBE).

## Palmarés internacional
| Juegos Olímpicos   | Juegos Olímpicos         | Juegos Olímpicos  | Juegos Olímpicos |
| Año                | Lugar                    | Medalla           | Prueba           |
| ------------------ | ------------------------ | ----------------- | ---------------- |
| 2024               | París (Francia)          | Medalla de oro    | Cuatro scull     |
| Campeonato Mundial |                          |                   |                  |
| Año                | Lugar                    | Medalla           | Prueba           |
| 2022               | Račice (República Checa) | Medalla de bronce | Cuatro scull     |
| 2023               | Belgrado (Serbia)        | Medalla de oro    | Cuatro scull     |
| Campeonato Europeo |                          |                   |                  |
| Año                | Lugar                    | Medalla           | Prueba           |
| 2022               | Múnich (Alemania)        | Medalla de oro    | Cuatro scull     |
| 2023               | Bled (Eslovenia)         | Medalla de bronce | Cuatro scull     |
| 2024               | Szeged (Hungría)         | Medalla de oro    | Cuatro scull     |